# Ernesto Montecuccoli
Ernesto Graf Montecuccoli (* 1582; † 17. Juni 1633 in Colmar) war ein Obrist-Feldzeugmeister (General) der Kaiserlichen Armee und Capitän der Garde des römisch-deutschen Kaisers im Dreißigjährigen Krieg mit einer zu Lebzeiten großen Bedeutung. Ernst (zuweilen auch Ernestus) Graf von Montecuccoli war Spross eines hochangesehenen, seit 1369 geadelten, 1450 in den Grafen-, 1530 in den Reichsgrafenstand mit dem großen Palatinate und 1623 in den niederösterreichischen Herrenstand erhobenen Adelsgeschlechts. Er war seit 1630 Obristfeldwachtmeister und seit 1632 Obristfeldzeugmeister.

## Leben

### Herkunft
Ernesto Montecuccoli war – obwohl dieser ihn wegen des großen Altersunterschieds als Onkel bezeichnete – ein entfernter Vetter des berühmten österreichischen Feldmarschalls Raimund Montecuccoli. Sein Vater war Alfonso Montecuccoli, der 1607 als Admiral des Großherzogs von Toskana eine kleine Flotte gegen die Türken geführt hatte. Sein Bruder war Girolamo Montecuccoli, Geheimkämmerer des Großherzogs und Kommandant über dessen deutsche Leibgarde und später Minister Leopolds V. von Tirol in Innsbruck.

### Militärischer Aufstieg in österreichischen Diensten und Beginn des Dreißigjährigen Krieges
Ernesto kam aus Italien nach Deutschland und stand seit seinem 20. Lebensjahr im Dienste des damaligen Erzherzogs und späteren Kaisers Ferdinands II. Er wurde zügig nacheinander Obrister-Lieutenant, Obrister, General-Wachtmeister und Generalfeldzeugmeister und leistete Ferdinand vielfältige Dienste, u. a. als Hauptmann über dessen Leibgarde. Er kämpfte in Ungarn, Siebenbürgen, gegen die Franzosen und wieder in Ungarn, wo er 1612 in Gefangenschaft geriet. Nachdem seine Familie das Lösegeld aufgebracht hatte, wurde er Oberst eines kaiserlichen Kürassierregiments. 1618 war er einer der drei Obristen, die im Auftrag des Erzherzogs Ferdinand dessen Gegenspieler Kardinal Khlesl in der Wiener Hofburg gefangen nahmen (die beiden anderen waren Heinrich von Dampierre und Ramboldo di Collalto). Im Jahre 1620 nahm Montecucculi an der Schlacht am Weißen Berge bei Prag teil und wurde in den folgenden Jahren einer der wichtigsten Truppenkommandeure Wallensteins, den er während des Feldzugs in Schlesien gegen Bernhard von Sachsen-Weimar 1626 zeitweise auch als Oberkommandierender vertrat. Im Sommer 1626 zerschlug Montecuccoli in Schlesien ein 12.000 Mann starkes feindliches Heer und eroberte 35 Standarten, die Wallenstein als Trophäen nach Wien schickte.

### Einsatz in den Niederlanden
Als Kaiser Ferdinand 1629 den verbündeten Spaniern ein 17.000 Mann starkes Hilfskontingent in die Niederlande schickte, um den Prinzen Friedrich Heinrich von Oranien durch Ablenkungsmanöver ("Diversionen") von der Belagerung der Stadt ’s-Hertogenbosch wegzulocken, der Hauptstadt der Provinz Noord-Brabant und eine Schlüsselstellung für ganz Flandern, übertrug er den Oberbefehl Montecuccoli. Dieser besiegte auch die Holländer in drei Feldschlachten, eroberte Amersfoort und verursachte dadurch nicht geringen Schrecken. Nachdem aber Wesel in die Hände Friedrich Heinrichs gefallen war, mussten sich die Spanier wieder aus den Niederlanden zurückziehen. Während Montecuccoli sich in Brüssel befand, um mit der Infantin Isabella, der spanischen Statthalterin, ein Winterquartier auszumachen, wurde sein Heer in der Belau von den Truppen des holländischen Feldmarschalls Graf Ernst Casimir zu Nassau, Statthalter von Friesland, angegriffen und musste infolge des daraufhin getroffenen Vergleichs aus der Belau abziehen.

### In der Mark Brandenburg und Gefangennahme bei Breitenfeld
Im Jahr 1631 diente Montecuccoli unter zwei Feldmarschällen in der Mark Brandenburg. Er befand sich als Kommandant der kaiserlichen Besatzung in Frankfurt an der Oder als dort am 3. April d. J. die Bürger seine Soldaten aus ihren Häusern heraus beschossen und den Schweden unter Gustav Adolf die Tore öffneten. Montecuccoli und der Feldmarschall Rudolf von Tiefenbach konnten mit knapper Not entkommen. Sein Regiment wurde am Abend des 17. Mai in Burgstall, wo es lagerte, von den Schweden unter Wulff Heinrich von Baudissin überfallen und – ebenso wie die Dragoner Holks in Angern und das Regiment Bernstein in Beiendorf – "ruiniret", d. h. getötet, gefangen oder versprengt. Raimondo Montecuccoli, der seit kurzem eine Kompanie im Kürassierregiment seines Vetters führte, entging der Katastrophe, wie er später schrieb, indem er sich mit der Standarte in ein Wäldchen flüchtete. Die Reste des Regiments nahmen an dem Treffen bei Breitenfeld teil, in dem Raimondo verwundet wurde und in Gefangenschaft geriet. Er konnte sich später mit Unterstützung des Herzogs von Modena, Alfonso d’Este, freikaufen.

### Kämpfe im Elsass und Tod
1632 stellte Montecuccoli in Passau ein neues Regiment auf und zog damit ins Elsass, wo er sein Quartier bei Straßburg nahm. Von hier aus unternahm er mehrere Züge nach Baden und Württemberg, eroberte Bretten und Durlach und brannte Knittlingen ab. Als Herzog Julius Friedrich von Württemberg-Weiltingen gegen ihn zu Felde zog und er am 16. August 1632 bei Wiesloch von den Schweden geschlagen wurde, musste er sich in den Schutz des Feldmarschalls Hannibal von Schauenburg begeben, ging bei Philippsburg über den Rhein und begab sich schließlich nach Breisach.
Als sich der Rheingraf Otto Ludwig 1633 vor der Festung Breisach, deren Verteidigung Montecuccoli leitete, zum Kampf stellte, kam es zu einem Treffen, bei dem Montecuccoli vom Pferd geworfen und – in den rechten Schenkel getroffen und am Kopf verwundet – gefangen nach Colmar gebracht wurde. Zwar hielt man diese Wunden nicht für tödlich, doch verursachte sein "hierüber gefaßter Unmut und die dazu stoßende fallende Sucht", dass er am 17. Juni 1633 "seinen Geist aufgeben musste".